# Bis(hydroxyethyl)terephthalat
Bis(hydroxyethyl)terephthalat ist eine organisch-chemische Verbindung aus der Stoffgruppe der Carbonsäureester, genauer der Terephthalate (Ester der Terephthalsäure). Die Verbindung ist ein Zwischenprodukt bei der industriellen Synthese des Polyesters Polyethylenterephthalat (kurz: PET).

## Gewinnung und Darstellung
Die technische Herstellung von Bis(hydroxyethyl)terephthalat erfolgt durch Ethoxylierung von Terephthalsäure bei Temperaturen von 90–130 °C und Drücken von 20–30 bar in Gegenwart basischer Katalysatoren.
Die Reaktion wird in der flüssigen Phase durchgeführt. Als Katalysator verwendet man Amine oder quartäre Alkylammoniumsalze. Der Ester wird durch Umkristallisation gereinigt und von anderen Komponenten abgetrennt.
Bis(hydroxyethyl)terephthalat kann ebenfalls durch Veresterung von Terephthalsäure oder Umesterung von Dimethylterephthalat mit Ethylenglycol gewonnen werden.

## Verwendung
Bis(hydroxyethyl)terephthalat ist ein Zwischenprodukt bei der Herstellung von PET.